# Янко Вукотич
Янко Вукотич (1866–1927) — чорногорський державний та військовий діяч, дипломат. Армійський генерал Чорногорії, воєвода Сербії (почесне звання).

## Біографія
Народився 18 лютого 1866 року. Закінчив Військову академію в Італії.
Проходив службу на різних посадах в Збройний силах Чорногорії. Командував чорногорськими військами в Балканських війнах. Під його керівництвом чорногорські збройні сили провели ряд успішних військових операцій.
З 1914 по 1916 — Начальник Генерального Штабу Чорногорських Збройних Сил.
У 1915 — міністр закордонних справ Чорногорії.
04 лютого 1927 — помер у Белграді.